# Święta Katarzyna (gromada w powiecie kieleckim)
Święta Katarzyna – dawna gromada, czyli najmniejsza jednostka podziału terytorialnego Polskiej Rzeczypospolitej Ludowej w latach 1954–1972.
Gromady, z gromadzkimi radami narodowymi (GRN) jako organami władzy najniższego stopnia na wsi, funkcjonowały od reformy reorganizującej administrację wiejską przeprowadzonej jesienią 1954 do momentu ich zniesienia z dniem 1 stycznia 1973, tym samym wypierając organizację gminną w latach 1954–1972.
Gromadę Święta Katarzyna z siedzibą GRN w Świętej Katarzynie utworzono – jako jedną z 8759 gromad na obszarze Polski – w powiecie kieleckim w woj. kieleckim, na mocy uchwały nr 13c/54 WRN w Kielcach z dnia 29 września 1954. W skład jednostki wszedł obszar dotychczasowej gromady Św. Katarzyna oraz wieś Grabowa z dotychczasowej gromady Psary Stara Wieś ze zniesionej gminy Bodzentyn, a także obszar dotychczasowej gromady Wilków oraz wieś Krajno-Zagórze z dotychczasowej gromady Krajno I ze zniesionej gminy Górno w tymże powiecie, ponadto lasy Świętokrzyskiego Parku Narodowego, oddziały Nr Nr 74, 102–111, 138–148 i C1–C2 oraz całość lasów Nadleśnictwa Święta Katarzyna. Dla gromady ustalono 13 członków gromadzkiej rady narodowej.
Gromadę zniesiono 1 stycznia 1969, a jej obszar włączono do gromady Krajno.